# Giulia Segatori
Giulia Segatori (Genova, 5 maggio 2004) è una ginnasta italiana.

## Carriera

### Junior
Nel 2016 partecipa alla Serie A con la sua società, l'Auxilium Genova di Genova.
Nel 2018 viene convocata nella squadra junior italiana.
Nel 2019 con la squadra partecipa al Grand Prix di Mosca, arrivando seconda. Al Torneo Internazionale Julieta Shishmanova di Burgas vince l'oro nell'all-around, ai 5 cerchi e ai 5 nastri. All'AGF di Baku e arriva quinta nell'all-around, seconda ai 5 cerchi e terza ai 5 nastri. Partecipa agli Europei di Baku, dove vince una medaglia di bronzo nell'all-around con Simona Villella, Alexandra Naclerio, Serena Ottaviani, Siria Cella e Vittoria Quoiani. A giugno partecipa al bilaterale Italia-Bielorussia, dove vince l'oro all-around. Ai Campionati mondiali juniores di ginnastica ritmica 2019 di Mosca vince tre argenti nella gara a team (con Sofia Raffaeli), ai 5 cerchi e nell'all-around.

## Palmarès

### Mondiali juniores
| Anno | Città | Risultato | Specialità |
| ---- | ----- | --------- | ---------- |
| 2019 | Mosca | Argento   | All-Around |
| 2019 | Mosca | Argento   | 5 cerchi   |
| 2019 | Mosca | Argento   | Team       |

### Europei juniores
| Anno | Città | Risultato | Specialità |
| ---- | ----- | --------- | ---------- |
| 2019 | Baku  | Bronzo    | All-Around |